# 正宗厳敬
正宗 厳敬（まさむね げんけい、1899年（明治32年）4月22日 - 1993年（平成5年）6月18日）は、日本の植物学者。理学博士。

## 略歴
岡山県和気郡伊里村穂浪（現在の備前市穂浪）に生まれる。旧制第七高等学校を経て、1929年（昭和4年）、東京帝国大学理学部植物学科を卒業後、台北帝国大学理農学部助手となり、1934年（昭和9年）には同大助教授兼農林専門部教授となった。太平洋戦争後は、一時、横浜国立大学で勤務した後、1950年（昭和25年）金沢大学に赴任。金沢大学理学部（現・金沢大学理工学域）植物分類・地理学講座の初代教授を務めた。
ボルネオと台湾の植物誌の編纂、ラン科植物の分類などを行うと同時に、植物地理学的な研究も行った。1964年（昭和39年）、金沢大学を定年退職。死後発見されたラン科植物のタイプ標本を含む標本は、神奈川県立生命の星・地球博物館に収蔵。
1993年（平成5年）死去。享年94歳。

## 親族
実兄に作家の正宗白鳥（本名：忠夫）、国文学者の正宗敦夫、画家の正宗得三郎がいる。

## 主な著書
1. 正宗厳敬.  1936.  最新臺灣植物總目録.  KUDOA編輯部, 台北.
2. 正宗厳敬.  1936.  植物地理學.  養賢堂, 東京.
3. 正宗厳敬.  1937.  西表島植物の成立について.  植物及動物 5: 63-64.
4. 正宗厳敬.  1939.  植物地理學, 訂正版.  養賢堂, 東京.
5. チャールズ・ダーウィン（著）・正宗厳敬（訳）.  1939.   蘭の受精.  白揚社, 東京
6. 正宗厳敬.  1942.  ボルネオの植物.  台湾総督府外事部, 台北.
7. 正宗厳敬.  1943 (1944).  海南島植物誌.  台湾総督府外事部, 台北.
8. 正宗厳敬.  1956.  植物地理学新考.  北隆館, 東京.
9. 正宗厳敬.  1962.  森林植物生態学.  朝倉書店, 東京.
10. 正宗厳敬・里見信生.  1963.  小豆島の植物.  北陸の植物の会.